# آلان رو
آلان رو (بالفرنسية: Alain Roux)‏ هو طاهي فرنسي، ولد في 27 مارس 1968 في لندن في المملكة المتحدة.

## وصلات خارجية
- آلان رو على موقع IMDb (الإنجليزية)